# لوئیس سیلورز
لوئیس سیلورز (انگلیسی: Louis "Lou" Silvers؛ ۶ سپتامبر ۱۸۸۹ – ۲۶ مارس ۱۹۵۴) یک موسیقی‌دان اهل ایالات متحده آمریکا بود.
وی همچنین برنده جوایزی همچون جایزه اسکار بهترین موسیقی فیلم شده است.

## فیلمشناسی
- خواننده جاز (۱۹۲۷)
- دیزرائیلی (۱۹۲۹)
- نمایش نمایش‌ها (۱۹۲۹)
- الهه سبز (۱۹۳۰)
- خانه بزرگ (۱۹۳۰)
- الهه سبز (۱۹۳۰)
- توئنتی‌اث سنچری (۱۹۳۴)
- یک شب عشق (۱۹۳۴) نامزد اسکار ۱۹۳۵
- در یک شب اتفاق افتاد (۱۹۳۴)
- آقای لینکلن جوان (۱۹۳۹)